# فلیپرسین
فلیپرسین (به انگلیسی: Felypressin) یک منقبض کننده عروقی غیرکاتکول امینی است که شبیه وازوپرسین میباشد.
فلیپرسین با فرمول شیمیایی C46H65N13O11S2 یک ترکیب شیمیایی با شناسه پاب‌کم 949 است. که جرم مولی آن ۱۰۴۰٫۲۲ گرم بر مول می‌باشد. 